# Kaiho Nakayama
Kaiho Nakayama (japanisch 中山 開帆 Nakayama Kaiho; * 11. Januar 1993 in der Präfektur Fukuoka) ist ein japanischer Fußballspieler.

## Karriere
Nakayama erlernte das Fußballspielen in der Schulmannschaft der Higashi Fukuoka High School und der Universitätsmannschaft der Kinki-Universität. Seinen ersten Vertrag unterschrieb er 2015 bei Giravanz Kitakyushu. Der Verein spielte in der zweithöchsten Liga des Landes, der J2 League. Am Ende der Saison 2016 stieg der Verein in die J3 League ab. Für den Verein absolvierte er vier Ligaspiele. 2020 wechselte er nach Mito zum Zweitligisten Mito HollyHock.